# Lajos Bokros

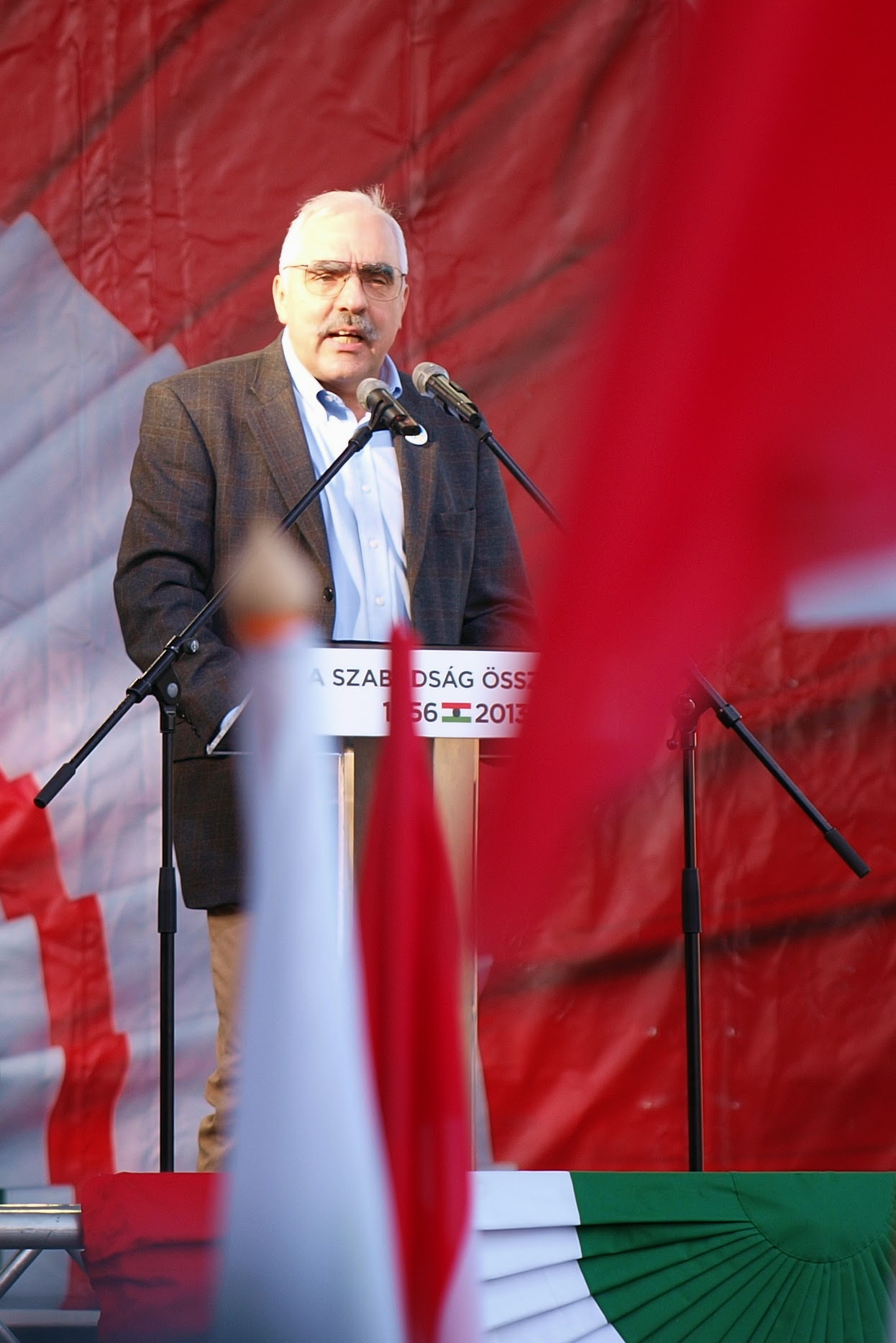
Lajos Bokros (2013)

Lajos Bokros (* 26. Juni 1954 in Budapest) ist ein ungarischer Politiker des ehemaligen Ungarischen Demokratischen Forums.

## Leben
An der Corvinus-Universität Budapest studierte Bokros Wirtschaftswissenschaften. Als Hochschullehrer unterrichtete er an der Central European University in Budapest. Von 1991 bis 1995 war er Vorsitzender der Budapest Bank. Vom 1. März 1995 bis 29. Februar 1996 war Bokros als Nachfolger von László Békesi in der Regierung von Gyula Horn Finanzminister in Ungarn. Ihm folgte als Finanzminister Péter Medgyessy. Von 2009 bis 2014 war Bokros Abgeordneter im Europäischen Parlament, zunächst für das Ungarische Demokratische Forum und nach dessen Auflösung 2011 als parteiloser Abgeordneter. Bei der ungarischen Kommunalwahl 2014 kandidierte er in Budapest gegen den Amtsinhaber István Tarlós.

## EU-Abgeordneter
Bokros war im EU-Parlament Mitglied im Ausschuss für Umweltfragen, öffentliche Gesundheit und Lebensmittelsicherheit sowie in der Delegation für die Beziehungen zu Albanien, Bosnien und Herzegowina, Serbien, Montenegro sowie Kosovo.